# Зельонкі (гміна Солець-Здруй)
Зельонкі (пол. Zielonki) — село в Польщі, у гміні Солець-Здруй Буського повіту Свентокшиського воєводства.
Населення — 152 особи (2011).
У 1975-1998 роках село належало до Келецького воєводства.

## Демографія
Демографічна структура на день 31 березня 2011 року:
|          | Загалом | Допрацездатний вік | Працездатний вік | Постпрацездатний вік |
| -------- | ------- | ------------------ | ---------------- | -------------------- |
| Чоловіки | 81      | 18                 | 51               | 12                   |
| Жінки    | 71      | 11                 | 40               | 20                   |
| Разом    | 152     | 29                 | 91               | 32                   |